# Hiperplasia

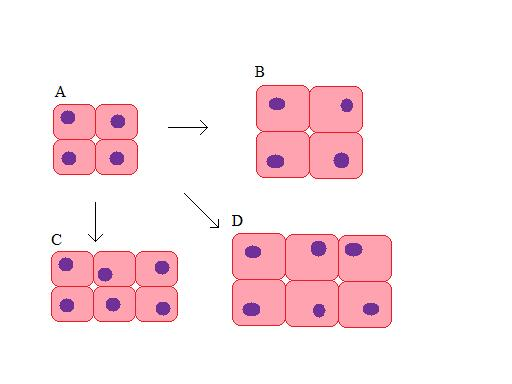
A) Células normales. B) Hipertrofia. C) Hiperplasia. D) Hipertrofia e hiperplasia.

La hiperplasia es el aumento de tamaño de un órgano o de un tejido, debido a que sus células han aumentado en número. El proceso fisiológico se conoce como hipergénesis.

En la hipertrofia el crecimiento del tejido se debe al aumento en tamaño de las células.

## Clasificación
- Ocurre en forma fisiológica en las glándulas mamarias durante la lactancia, hiperplasia del endometrio en el ciclo menstrual, la hormona FSH hace crecer el endometrio y los estrógenos ováricos; el día 14, la progesterona detiene este crecimiento.

- Patológicamente se da la hiperplasia de próstata en varones de avanzada edad (hiperplasia benigna de la próstata).
- Hiperplasia en el bocio tiroideo, etc.